# جوليان سانشيز (رياضي)
جوليان سانشيز (بالإسبانية: Julián Sánchez) (و. 1988  م) هو رياضي، وغطاس مكسيكي، ولد في مدينة مكسيكو، شارك في الألعاب الأولمبية الصيفية 2012.

## روابط خارجية
- جوليان سانشيز على موقع الاتحاد الدولي للسباحة (الإنجليزية)
- جوليان سانشيز على موقع أوليمبيديا (الإنجليزية)